# Rue Pache
Pour les articles homonymes, voir Pache.
La rue Pache est une voie du 11e arrondissement de Paris, en France.

## Situation et accès
La rue Pache est une voie publique située dans le 11e arrondissement de Paris. Elle débute au 2, rue Pétion et se termine au 26, rue Camille-Desmoulins.
Le quartier est desservi par la ligne 9 à la station Voltaire.

## Origine du nom

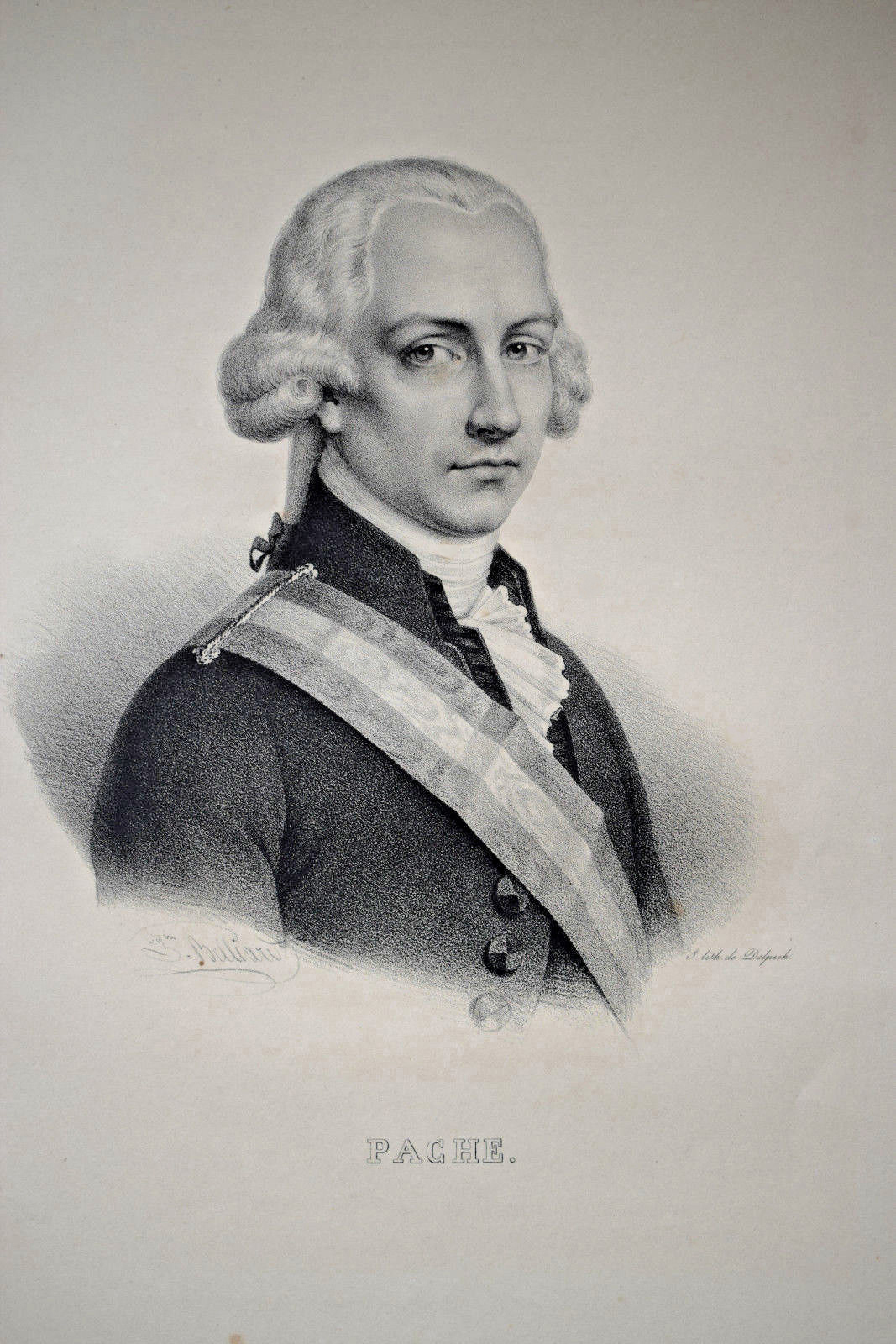
Jean-Nicolas Pache.

Son nom fait référence à Jean-Nicolas Pache, homme politique, ministre de la Guerre (1792-1793) et maire de Paris sous la Terreur.

## Historique
Cette rue, ouverte en 1883 sur des terrains vendus par l'Assistance publique, prend sa dénomination actuelle par un arrêté du 10 novembre 1885.